# カラテ (競走馬)
カラテ（欧字名:Karate、2016年5月27日 - ）は、日本の競走馬。主な勝ち鞍は2021年の東京新聞杯、2022年の新潟記念、2023年の新潟大賞典。
馬名の意味は、空手。

## 経歴

### デビュー前
2016年5月27日、北海道新冠町に生まれる。珍馬名で有名な馬主・小田切有一の息子である小田切光が馬主となり、空手道からカラテと名付けられた。

### 2歳（2018年）
8月11日、新潟競馬場の2歳新馬に出走するも7着。その後年内は5回未勝利戦に出走しうち4回が二桁着順であった。

### 3歳（2019年）
2019年初戦は5着と初入着を果たすと、2月17日、小倉競馬場での7回目の未勝利戦に黛弘人鞍上で出走、2番手を追走すると直線で抜け出し1着、初勝利を挙げた。その後はいきなりスプリングステークスに出走するが16着のシンガリ負けを喫し、その後2019年4月からの1年間で、1勝クラス競走に8回出走するが、勝ち星を挙げることはできなかった。

### 4歳（2020年）
6月13日、東京競馬場の八丈島特別（1勝クラス）に菅原明良鞍上で出走。不良馬場の中、控えて中団を追走し、一緒に伸びたセイウンヴィーナスを競り落として先頭に立つと、3馬身2分の1の差をつけて圧勝し、久々の勝ち星を挙げた。その後は柏崎特別、神奈川新聞杯に出走し敗れるも、中山競馬場の2勝クラスに出走して勝利する。

### 5歳（2021年）
5歳初戦の若潮ステークス（3勝クラス）を勝利、東京新聞杯でもカテドラルとの追い比べを制して勝利し重賞初制覇を果たした。東京新聞杯の勝利によって、カラテ、菅原、小田切光はいずれも重賞初制覇、トゥザグローリー産駒としても重賞初制覇となった。
6月6日に初のGI挑戦となる安田記念に出走するも、出遅れてしまい、直線でも伸びず13着と敗戦した。8月15日には関屋記念に出走したがロータスランドの2着に敗れている。その後は京成杯オータムハンデキャップにステルヴィオ、ワイドファラオに次ぐ57.0kgのハンデで出走するが、開幕週の良馬場で前が止まらず、5着に敗れた。関屋記念2着と京成杯オータムハンデキャップ5着の成績から、サマーマイルシリーズでは4位タイとなった。

### 6歳（2022年）
6歳となった2022年はニューイヤーステークス（L）から始動、単勝4.3倍の一番人気に推され、中団後方から前を捉え切って優勝した。
続いて、2月6日に行われた連覇のかかる東京新聞杯に出走。2番人気に推されたレースでは、中団馬群後方を追走。最後の直線では上がり3ハロン33秒9の脚で追い込むも3着。同レース史上初の連覇とはならなかった。
2月27日に行われたGII中山記念に出走。4番人気に推されたレースでは、先頭を走るパンサラッサが前半1000m57秒6のハイペースを作り出し、最後の直線では逃げるパンサラッサを捉えきれずに2着に敗れた。管理する高橋祥泰調教師が2月いっぱいで定年により引退し、栗東の辻野泰之厩舎に移籍する。
4月24日のマイラーズカップでは2番人気に推される。レースでは道中中団から運び直線外から追いだしを開始したものの、反応が鈍く7着に終わった。
6月5日の安田記念16着を挟んで、9月4日に行われたGIII新潟記念に出走。トップハンデ57.5kgを背負い10番人気で迎えたレースでは、中団で脚を溜め、直線半ばで抜け出し大外から追い込んだ9番人気ユーキャンスマイルに1.3/4馬身差をつけ優勝。重賞2勝目を果たした。鞍上の菅原明良は「直線早々と抜け出しましたが、長く脚を使って素晴らしい走りでした。2000mに乗るのは初めてでしたのでビデオを見て研究しました。実際距離が持つかどうかは分かりませんでしたが、リズム良く走れればと馬を信じて乗りました。今日はゲートも出てくれて、調子がいいのだと感じていました。初めて重賞を勝った思い出の馬です。この馬で結果を出せてとても嬉しいです。関係者の皆さんに感謝で一杯です。」と振り返った。
その後は東京競馬場の天皇賞（秋）とジャパンカップに出走したが、6着・8着に敗れている。

### 7歳（2023年）
2023年は得意としている新潟競馬場での新潟大賞典から始動。59kgのトップハンデを背負い、かつ新潟競馬場では珍しい不良馬場という厳しいコンディションとなったが、道中好位で追走すると直線で逃げ粘るセイウンハーデスをゴール前で捉え、3/4馬身をつけ勝利した。続く鳴尾記念では好位追走も直線で伸びを欠いて9着、宝塚記念ではブービーの16着に沈んだ。

### 8歳（2024年）～9歳（2025年）
8歳となった2024年以降は二桁着順が続き、同年6月より音無秀孝厩舎へ移籍し、翌2025年3月に音無厩舎の定年解散に伴い東田明士厩舎に転厩した。5月10日のエプソムカップで10着に敗れたのち、7月20日に行われる小倉記念に向けて調整されていたが屈腱炎を発症したため、7月10日にオーナーの小田切光のX（旧ツイッター）にて現役を引退することを発表した。7月15日付けでJRAの競走馬登録を抹消、東京競馬場で乗馬となる予定。

## 競走成績
以下の内容は、netkeiba.comの情報に基づく。
| 競走日     | 競馬場 | 競走名         | 格      | 距離（馬場）  | 頭 数 | 枠 番 | 馬 番 | オッズ （人気） | 着順 | タイム （上り3F） | 着差 | 騎手        | 斤量 [kg] | 1着馬（2着馬）         | 馬体重 [kg] |
| ---------- | ------ | -------------- | ------- | ------------- | ----- | ----- | ----- | --------------- | ---- | ----------------- | ---- | ----------- | --------- | ---------------------- | ----------- |
| 2018.08.11 | 新潟   | 2歳新馬        |         | 芝1800m（良） | 14    | 4     | 7     | 064.70（9人）   | 13着 | 01:51.2（35.6）   | -2.8 | 0内田博幸   | 54        | ホウオウサーベル       | 476         |
| 0000.09.22 | 中山   | 2歳未勝利      |         | ダ1800m（重） | 15    | 7     | 13    | 119.3（11人）   | 13着 | 01:58.5（43.6）   | -5.2 | 0菊沢一樹   | 52        | デルマルーヴル         | 500         |
| 0000.11.04 | 東京   | 2歳未勝利      |         | ダ1600m（良） | 9     | 8     | 9     | 157.90（8人）   | 08着 | 01:41.5（39.0）   | -2.6 | 0柴田大知   | 55        | カナシバリ             | 496         |
| 0000.11.11 | 東京   | 2歳未勝利      |         | 芝1800m（良） | 15    | 2     | 3     | 615.1（14人）   | 10着 | 01:50.8（34.1）   | -1.0 | 0伴啓太     | 55        | タガノディアマンテ     | 498         |
| 0000.11.24 | 東京   | 2歳未勝利      |         | 芝1800m（良） | 18    | 3     | 6     | 330.0（15人）   | 11着 | 01:50.9（35.1）   | -1.3 | 0内田博幸   | 55        | インテンスライト       | 504         |
| 0000.12.09 | 中山   | 2歳未勝利      |         | 芝2000m（良） | 18    | 6     | 11    | 202.6（16人）   | 13着 | 02:04.1（37.5）   | -1.1 | 0木幡巧也   | 54        | ディーイストワール     | 494         |
| 2019.01.19 | 中京   | 3歳未勝利      |         | 芝2000m（良） | 18    | 7     | 13    | 084.0（13人）   | 05着 | 02:02.8（35.4）   | -0.4 | 0黛弘人     | 56        | シフルマン             | 480         |
| 0000.02.17 | 小倉   | 3歳未勝利      |         | 芝2000m（良） | 18    | 8     | 17    | 023.80（6人）   | 01着 | 02:01.9（37.1）   | -0.3 | 0黛弘人     | 56        | （ホウオウアクセル）   | 490         |
| 0000.03.17 | 中山   | スプリングS    | GII     | 芝1800m（良） | 16    | 7     | 14    | 292.6（15人）   | 16着 | 01:50.4（38.1）   | -2.6 | 0黛弘人     | 56        | エメラルファイト       | 482         |
| 0000.04.06 | 福島   | ひめさゆり賞   | 500万下 | 芝2000m（良） | 11    | 4     | 4     | 047.70（9人）   | 09着 | 02:01.3（36.7）   | -1.3 | 0横山武史   | 56        | レターオンザサンド     | 480         |
| 0000.06.16 | 東京   | 3歳上1勝クラス |         | 芝1800m（稍） | 15    | 4     | 7     | 016.30（4人）   | 10着 | 01:49.1（36.3）   | -0.8 | 0藤田菜七子 | 51        | マテリアルワールド     | 496         |
| 0000.12.28 | 中山   | YJSFR中山第1戦 | 1勝     | 芝2000m（良） | 14    | 7     | 11    | 102.3（12人）   | 09着 | 02:05.3（37.6）   | -0.7 | 0桜井光輔   | 56        | クリノオスマン         | 512         |
| 2020.01.26 | 小倉   | 4歳上1勝クラス |         | 芝2000m（重） | 11    | 6     | 7     | 022.80（9人）   | 10着 | 02:06.7（39.7）   | -2.2 | 0藤田菜七子 | 54        | レッドアウローラ       | 512         |
| 0000.03.01 | 中京   | 4歳上1勝クラス |         | 芝2000m（良） | 8     | 2     | 2     | 098.00（7人）   | 04着 | 02:03.7（34.6）   | -0.5 | 0菊沢一樹   | 55        | トーセンスカイ         | 510         |
| 0000.03.15 | 中京   | 4歳上1勝クラス |         | 芝2200m（稍） | 10    | 7     | 8     | 075.50（9人）   | 07着 | 02:15.5（36.3）   | -0.9 | 0黛弘人     | 56        | コパノケネディー       | 508         |
| 0000.03.28 | 中京   | 4歳上1勝クラス |         | 芝2000m（稍） | 13    | 1     | 1     | 019.00（7人）   | 06着 | 02:02.8（35.0）   | -0.3 | 0黛弘人     | 57        | シーリアスラブ         | 500         |
| 0000.04.12 | 福島   | 飯盛山特別     | 1勝     | 芝2000m（良） | 16    | 8     | 15    | 060.7（11人）   | 12着 | 02:01.8（37.9）   | -1.5 | 0菊沢一樹   | 57        | マイネルウィルトス     | 504         |
| 0000.06.13 | 東京   | 八丈島特別     | 1勝     | 芝1600m（不） | 12    | 7     | 10    | 044.60（8人）   | 01着 | 01:38.3（37.4）   | -0.6 | 0菅原明良   | 57        | （セイウンヴィーナス） | 508         |
| 0000.10.24 | 新潟   | 柏崎特別       | 2勝     | 芝1600m（重） | 11    | 7     | 9     | 010.50（6人）   | 05着 | 01:38.0（36.5）   | -0.4 | 0菅原明良   | 57        | ウインレフィナード     | 514         |
| 0000.11.15 | 東京   | 神奈川新聞杯   | 2勝     | 芝1600m（良） | 12    | 7     | 10    | 045.1（10人）   | 07着 | 01:35.0（35.2）   | -1.1 | 0亀田温心   | 57        | ショウナンパンサー     | 520         |
| 0000.12.05 | 中山   | 3歳上2勝クラス |         | 芝1600m（稍） | 11    | 6     | 7     | 021.50（5人）   | 01着 | 01:35.6（34.6）   | -0.3 | 0津村明秀   | 57        | （オータムレッド）     | 536         |
| 2021.01.10 | 中山   | 若潮S          | 3勝     | 芝1600m（良） | 16    | 4     | 8     | 017.20（8人）   | 01着 | 01:32.9（34.7）   | -0.5 | 0菅原明良   | 54        | （ウインカーネリアン） | 528         |
| 0000.02.07 | 東京   | 東京新聞杯     | GIII    | 芝1600m（良） | 16    | 5     | 10    | 011.60（5人）   | 01着 | 01:32.4（34.0）   | -0.0 | 0菅原明良   | 56        | （カテドラル）         | 530         |
| 0000.06.06 | 東京   | 安田記念       | GI      | 芝1600m（良） | 14    | 3     | 4     | 077.5（10人）   | 13着 | 01:33.0（34.1）   | -1.3 | 0菅原明良   | 58        | ダノンキングリー       | 526         |
| 0000.08.15 | 新潟   | 関屋記念       | GIII    | 芝1600m（良） | 17    | 7     | 13    | 018.00（6人）   | 02着 | 01:32.9（34.0）   | -0.2 | 0菅原明良   | 56        | ロータスランド         | 520         |
| 0000.09.12 | 中山   | 京成杯AH       | GIII    | 芝1600m（良） | 16    | 5     | 10    | 008.40（3人）   | 05着 | R1:32.2（34.4）   | -0.2 | 0菅原明良   | 57        | カテドラル             | 532         |
| 2022.01.08 | 中山   | ニューイヤーS  | L       | 芝1600m（稍） | 16    | 4     | 7     | 004.30（1人）   | 01着 | 01:33.4（34.3）   | -0.0 | 0菅原明良   | 58        | （グランデマーレ）     | 532         |
| 0000.02.06 | 東京   | 東京新聞杯     | GIII    | 芝1600m（良） | 15    | 5     | 9     | 004.10（2人）   | 03着 | 01:32.7（33.9）   | -0.4 | 0菅原明良   | 57        | イルーシヴパンサー     | 534         |
| 0000.02.27 | 中山   | 中山記念       | GII     | 芝1800m（良） | 16    | 6     | 11    | 006.70（4人）   | 02着 | 01:46.8（36.0）   | -0.4 | 0菅原明良   | 56        | パンサラッサ           | 534         |
| 0000.04.24 | 阪神   | マイラーズC    | GII     | 芝1600m（稍） | 15    | 3     | 4     | 005.10（2人）   | 07着 | 01:34.1（35.4）   | -0.8 | 0菅原明良   | 56        | ソウルラッシュ         | 530         |
| 0000.06.05 | 東京   | 安田記念       | GI      | 芝1600m（良） | 18    | 3     | 6     | 057.9（14人）   | 16着 | R1:33.2（33.8）   | -0.9 | 0菅原明良   | 58        | ソングライン           | 540         |
| 0000.09.04 | 新潟   | 新潟記念       | GIII    | 芝2000m（良） | 18    | 3     | 6     | 022.0（10人）   | 01着 | R1:58.9（33.3）   | -0.3 | 0菅原明良   | 57.5      | （ユーキャンスマイル） | 532         |
| 0000.10.30 | 東京   | 天皇賞（秋）   | GI      | 芝2000m（良） | 15    | 2     | 2     | 039.40（9人）   | 06着 | R1:58.2（33.4）   | -0.7 | 0菅原明良   | 58        | イクイノックス         | 528         |
| 0000.11.27 | 東京   | ジャパンC      | GI      | 芝2400m（良） | 18    | 6     | 11    | 055.7（13人）   | 08着 | 02:24.4（34.5）   | -0.7 | 0菅原明良   | 57        | ヴェラアズール         | 536         |
| 2023.05.07 | 新潟   | 新潟大賞典     | GIII    | 芝2000m（不） | 16    | 1     | 2     | 007.80（5人）   | 01着 | 02:03.8（36.0）   | -0.1 | 0菅原明良   | 59        | （セイウンハーデス）   | 534         |
| 0000.06.03 | 阪神   | 鳴尾記念       | GIII    | 芝2000m（良） | 15    | 2     | 2     | 005.00（4人）   | 09着 | R1:59.6（35.8）   | -0.5 | 0菅原明良   | 57        | ボッケリーニ           | 538         |
| 0000.06.25 | 阪神   | 宝塚記念       | GI      | 芝2200m（良） | 17    | 1     | 2     | 180.2（15人）   | 16着 | R2:12.6（36.5）   | -1.4 | 0菅原明良   | 58        | イクイノックス         | 538         |
| 2024.01.21 | 中山   | AJCC           | GII     | 芝2200m（不） | 12    | 7     | 9     | 007.60（5人）   | 10着 | R2:18.2（38.8）   | -1.6 | 0菅原明良   | 57        | チャックネイト         | 540         |
| 0000.02.18 | 東京   | フェブラリーS  | GI      | ダ1600m（良） | 16    | 3     | 6     | 122.1（16人）   | 15着 | R1:38.3（39.2）   | -2.6 | 0菅原明良   | 58        | ペプチドナイル         | 534         |
| 0000.05.05 | 新潟   | 新潟大賞典     | GIII    | 芝2000m（良） | 16    | 5     | 9     | 027.6（10人）   | 14着 | R2:01.7（35.0）   | -1.6 | 0国分優作   | 59.5      | ヤマニンサルバム       | 530         |
| 0000.06.01 | 京都   | 鳴尾記念       | GIII    | 芝2000m（良） | 14    | 1     | 1     | 055.50（8人）   | 06着 | R1:57.7（34.3）   | -0.5 | 0高杉吏麒   | 57        | ヨーホーレイク         | 534         |
| 0000.06.23 | 京都   | 宝塚記念       | GI      | 芝2200m（重） | 13    | 6     | 8     | 133.1（11人）   | 13着 | R2:15.8（37.8）   | -3.8 | 0岩田望来   | 58        | ブローザホーン         | 530         |
| 0000.10.06 | 東京   | 毎日王冠       | GII     | 芝1800m（良） | 14    | 3     | 4     | 209.4（13人）   | 11着 | R1:45.7（33.1）   | -0.6 | 0杉原誠人   | 57        | シックスペンス         | 526         |
| 0000.11.24 | 東京   | ジャパンC      | GI      | 芝2400m（良） | 14    | 7     | 11    | 277.9（14人）   | 13着 | R2:26.7（33.8）   | -1.2 | 0杉原誠人   | 58        | ドウデュース           | 530         |
| 2025.01.05 | 中山   | 中山金杯       | GIII    | 芝2000m（良） | 18    | 3     | 6     | 064.8（13人）   | 13着 | R1:59.1（35.4）   | -1.0 | 0杉原誠人   | 59        | アルナシーム           | 546         |
| 0000.01.26 | 中山   | AJCC           | GII     | 芝2200m（良） | 18    | 3     | 5     | 244.5（17人）   | 11着 | R2:13.2（36.0）   | -1.1 | 0杉原誠人   | 57        | ダノンデサイル         | 538         |
| 0000.03.02 | 中山   | 中山記念       | GII     | 芝1800m（良） | 16    | 3     | 6     | 192.1（15人）   | 10着 | R1:45.7（34.2）   | -0.9 | 0菅原明良   | 57        | シックスペンス         | 532         |
| 0000.04.06 | 阪神   | 大阪杯         | GI      | 芝2000m（良） | 15    | 5     | 8     | 316.5（15人）   | 12着 | R1:57.1（34.2）   | -0.9 | 0和田竜二   | 58        | ベラジオオペラ         | 542         |
| 0000.05.10 | 東京   | エプソムC      | GIII    | 芝1800m（稍） | 18    | 7     | 15    | 109.6（13人）   | 10着 | R1:45.2（35.3）   | -1.3 | 0杉原誠人   | 57        | セイウンハーデス       | 542         |

## 血統表
| カラテの血統                  | カラテの血統                             | カラテの血統                             | （血統表の出典）                         | （血統表の出典）  |
| 父系                          | ミスタープロスペクター系                 | ミスタープロスペクター系                 | ミスタープロスペクター系                 | [ § 2 ]           |
| 父 トゥザグローリー 2007 鹿毛 | 父の父キングカメハメハ 2001 鹿毛         | Kingmambo                                | Mr.Prospector                            | Mr.Prospector     |
| 父 トゥザグローリー 2007 鹿毛 | 父の父キングカメハメハ 2001 鹿毛         | Kingmambo                                | Miesque                                  |                   |
| 父 トゥザグローリー 2007 鹿毛 | 父の父キングカメハメハ 2001 鹿毛         | *マンファス                              | *ラストタイクーン                        | *ラストタイクーン |
| 父 トゥザグローリー 2007 鹿毛 | 父の父キングカメハメハ 2001 鹿毛         | *マンファス                              | Pilot Bird                               |                   |
| 父 トゥザグローリー 2007 鹿毛 | 父の母トゥザヴィクトリー 1996 鹿毛       | *サンデーサイレンス                      | Halo                                     | Halo              |
| 父 トゥザグローリー 2007 鹿毛 | 父の母トゥザヴィクトリー 1996 鹿毛       | *サンデーサイレンス                      | Wishing Well                             |                   |
| 父 トゥザグローリー 2007 鹿毛 | 父の母トゥザヴィクトリー 1996 鹿毛       | *フェアリードール                        | Nureyev                                  | Nureyev           |
| 父 トゥザグローリー 2007 鹿毛 | 父の母トゥザヴィクトリー 1996 鹿毛       | *フェアリードール                        | Dream Deal                               |                   |
| 母 レディーノパンチ 2006 栗毛 | 母の父*フレンチデピュティ 1992 栗毛      | Deputy Minister                          | Vice Regent                              | Vice Regent       |
| 母 レディーノパンチ 2006 栗毛 | 母の父*フレンチデピュティ 1992 栗毛      | Deputy Minister                          | Mint Copy                                |                   |
| 母 レディーノパンチ 2006 栗毛 | 母の父*フレンチデピュティ 1992 栗毛      | Mitterand                                | Hold Your Peace                          | Hold Your Peace   |
| 母 レディーノパンチ 2006 栗毛 | 母の父*フレンチデピュティ 1992 栗毛      | Mitterand                                | Laredo Lass                              |                   |
| 母 レディーノパンチ 2006 栗毛 | 母の母レイサッシュ 1996 鹿毛             | *パラダイスクリーク                      | Irish River                              | Irish River       |
| 母 レディーノパンチ 2006 栗毛 | 母の母レイサッシュ 1996 鹿毛             | *パラダイスクリーク                      | North of Eden                            |                   |
| 母 レディーノパンチ 2006 栗毛 | 母の母レイサッシュ 1996 鹿毛             | ゴールデンサッシュ                       | *ディクタス                              | *ディクタス       |
| 母 レディーノパンチ 2006 栗毛 | 母の母レイサッシュ 1996 鹿毛             | ゴールデンサッシュ                       | ダイナサツシユ                           |                   |
| 母系(F-No.)                   | ロイヤルサッシュ系(FN:1-t)               | ロイヤルサッシュ系(FN:1-t)               | ロイヤルサッシュ系(FN:1-t)               | [ § 3 ]           |
| 5代内の近親交配               | Northern Dancer 5×5、Nureyev 5･4（父内） | Northern Dancer 5×5、Nureyev 5･4（父内） | Northern Dancer 5×5、Nureyev 5･4（父内） | [ § 4 ]           |
| 出典                          | 1. 2. 3. 4.                              | 1. 2. 3. 4.                              | 1. 2. 3. 4.                              | 1. 2. 3. 4.       |